# Annales maximi
Gli Annales Maximi o Annales Pontificis Maximi erano una raccolta di annales pontificum pubblicata in 80 libri dal pontifex maximus Mucio Scevola.

## Origini
In origine negli antichi archivi pubblici della città di Roma venivano registrati i fatti più rilevanti accaduti anno per anno. Il pontefice massimo era l'autorità che metteva per iscritto gli avvenimenti di ogni anno, esponendoli al popolo su una tavola bianca (tabula dealbata) presso la sua dimora, in modo che tutti potessero prenderne visione. 
Su questa tavola imbiancata su cui venivano inizialmente apposti i nomi dei consoli in carica in quell'anno  veniva pubblicata, ad inizio anno, la rassegna dei principali fatti politici, militari, sociali dell'anno trascorso, con i nomi dei magistrati e le vittorie in guerra degli esponenti del patriziatoː il tutto in uno stile assai scarno, da cronachistica, senza pretese letterarie.

## Conservazione e importanza
Sempre secondo Cicerone, che è la nostra fonte pressoché unica, le registrazioni annuali, rielaborate e scritte su supporto papiraceo, furono raccolte ed edite dal pontefice P. Mucio Scevola, per un totale di circa 80 volumina. In base alle notizie sull'attività di Scevola, la data di pubblicazione degli annales maximi può essere collocata, dunque, intorno al 123 a.C., data dopo la quale l'uso di esporre la tabula dealbata dev'essere cessato.
In realtà, l'importanza di questa fonte è inversamente proporzionale alla scarsità di testimonianze e alla mancanza pressoché totale di frammenti. Questa cronaca pontificale, in effetti, ebbe un ruolo centrale non solo nel preservare la storia dei primi secoli della Repubblica, ma anche nel plasmare la forma della tradizione annalistica, con Fabio Pittore e Cincio Alimento, ad esempio, per finire in Livio e Dionigi di Alicarnasso. Forse, comunque, questi ultimi due storici non tennero presenti gli Annales originari, quanto, piuttosto, una rielaborazione massiccia di materiali operata in epoca augustea.